# Milton Banana Trio
Milton Banana Trio fue un trío musical de jazz brasileño formado en la década de 1960, fundado y dirigido por el baterista Milton Banana, lo cual era inusual en la época.
Durante su carrera, el grupo tuvo varias formaciones diferentes, y grabó un total de nueve álbumes para Odeon y otros para RCA.